# Richard Flood
Richard Flood (Dublino, 28 luglio 1982) è un attore irlandese, conosciuto per i personaggi di Tommy McConnel nella serie Crossing Lines, James McKay nella serie Red Rock e il dottor Cormac Hayes in Grey's Anatomy.

## Carriera
Richard Flood ha interpretato il ruolo di Samuel Johanson in un episodio della serie Titanic: Blood and Steel nel 2012. Si è unito al cast principale della nuova serie Crossing Lines nel 2013, interpretando il detective Tommy McConnel, uno specialista in armi e tattiche dell'Irlanda del Nord, fino al 2014. L'anno successivo, nel 2015, Flood si è unito al cast principale della nuova serie Red Rock, dove ha interpretato il sovrintendente di polizia James McKay,. Nel 2017, è stato annunciato che Flood avrebbe interpretato Ford nella serie Shameless; è diventato un personaggio regolare nella nona stagione della serie. Nel 2019, Flood è stato preso per un ruolo ricorrente in Grey's Anatomy della ABC, quello del dottor Cormac Hayes. È stato promosso a star per la stagione 2020-21.

## Vita privata
Nel 2012 Flood ha iniziato a frequentare l'attrice italiana Gabriella Pession e i due si sono fidanzati nel 2014. Nello stesso anno è nato il loro primo figlio. Il 3 settembre 2016 si sono sposati in Italia.

## Filmografia

### Cinema
- The Unseen, regia di Gary Sinyorr (2017)

### Televisione
- Tom - Un angelo in missione (Three Wise Women), regia di Declan Recks – film TV (2010)
- Titanic - Nascita di una leggenda (Titanic - Blood and Steel) - miniserie TV, episodio 11 (2012)
- Uccidere Kennedy (Killing Kennedy), regia di Nelson McCormick - film TV (2013)
- Crossing Lines - serie TV, 22 episodi (2013-2014)
- Red Rock - serie TV 40, episodi (2015-2016)
- Shameless - serie TV, 20 episodi (2017-2019)
- Made in Italy - serie TV, 1 episodio 8 (2019)
- Grey's Anatomy - serie TV, 22 episodi (2019-2022)

### Cortometraggi
- Solo, regia di Chris Baker (2011)
- Taking the Boat, regia di Lisa Keogh (2013)

## Doppiatori italiani
Nelle versioni in italiano delle opere in cui ha recitato, Richard Flood è stato doppiato da:
- Stefano Crescentini in Crossing Lines
- Giorgio Borghetti in Shameless
- Giuseppe Russo in Grey's Anatomy